# 24 Dywizja Piechoty (USA)
24 Dywizja Piechoty – jedna z dywizji Armii Stanów Zjednoczonych.

## Formowanie i walki
Sformowana po raz pierwszy w 1921 z przekształcenia Dywizji Hawajskiej (ang. Hawaiian Division).
Brała udział w wojnie z Japonią, walczyła na Filipinach. Od 1945 realizowała zadania okupacyjne w Japonii. W latach 1950–53 brała udział w wojnie przeciw KRLD.
W 1958 przerzucona do Europy, do RFN, gdzie pozostawała do 1968. W 1970 rozwiązana.
Sformowana ponownie w 1975 jako jednostka szkolna, rozwiązana w 1996.
Sformowana po raz trzeci w 1999, brała udział w wojnie przeciw Irakowi. Ostatnio rozwiązana w 2006.

## Przypisy

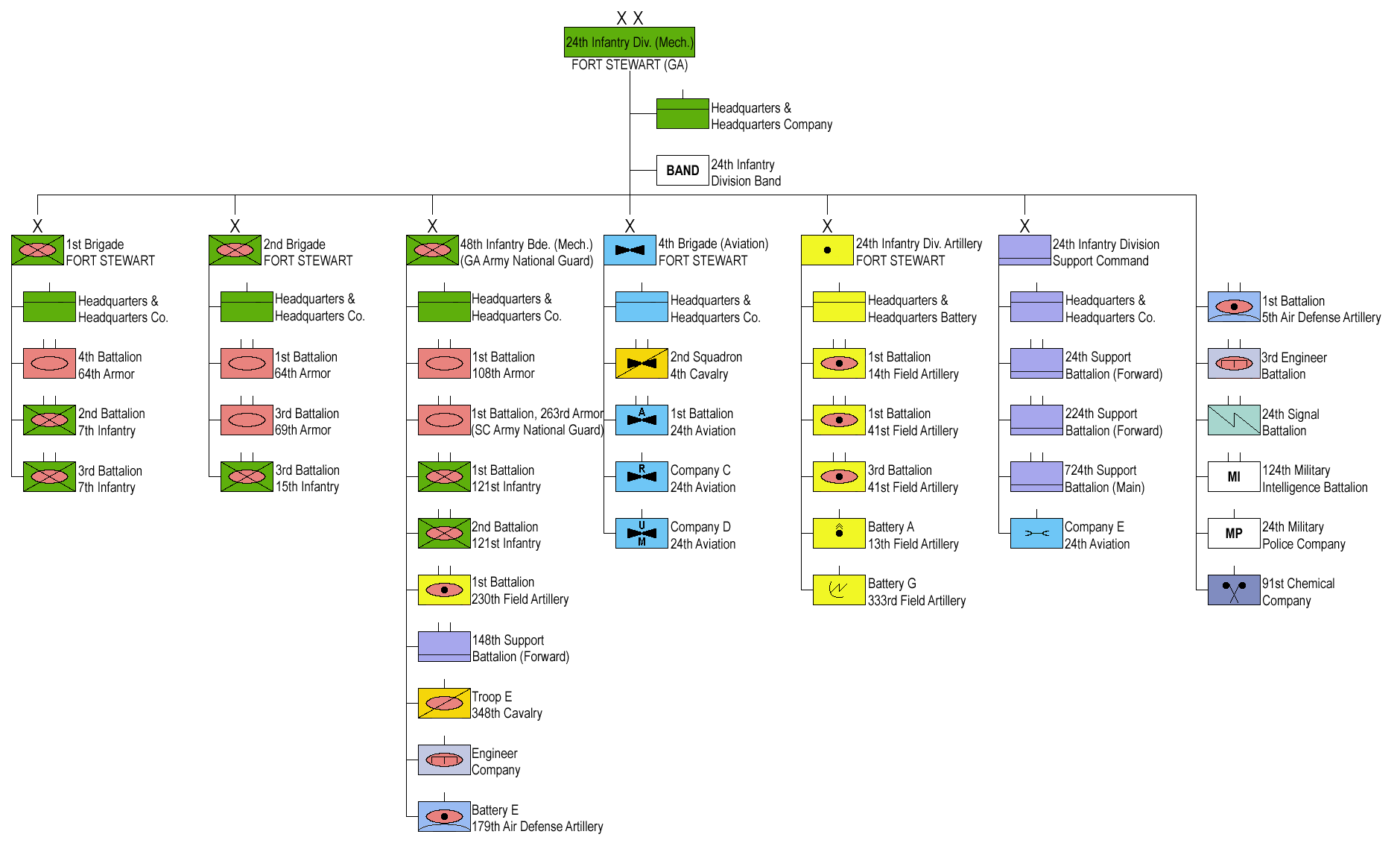
Organizacja dywizji w 1989